# Tysklands Grand Prix 1983
Tysklands Grand Prix 1983 var det tionde av 15 lopp ingående i formel 1-VM 1983. 

## Resultat
1. René Arnoux, Ferrari, 9 poäng
2. Andrea de Cesaris, Alfa Romeo, 6
3. Riccardo Patrese, Brabham-BMW, 4
4. Alain Prost, Renault, 3
5. John Watson, McLaren-Ford, 2
6. Jacques Laffite, Williams-Ford, 1
7. Marc Surer, Arrows-Ford
8. Jean-Pierre Jarier, Ligier-Ford
9. Thierry Boutsen, Arrows-Ford
10. Keke Rosberg, Williams-Ford
11. Johnny Cecotto, Theodore-Ford
12. Danny Sullivan, Tyrrell-Ford
13. Nelson Piquet, Brabham-BMW (varv 42, brand)

### Förare som bröt loppet
- Eddie Cheever, Renault (varv 38, bränslesystem)
- Piercarlo Ghinzani, Osella-Alfa Romeo (34, oljeläcka)
- Raul Boesel, Ligier-Ford (27, motor)
- Mauro Baldi, Alfa Romeo (24, turbo)
- Bruno Giacomelli, Toleman-Hart (19, turbo)
- Derek Warwick, Toleman-Hart (17, motor)
- Stefan "Lill-Lövis" Johansson, Spirit-Honda (11, motor)
- Patrick Tambay, Ferrari (11, motor)
- Elio de Angelis, Lotus-Renault (10, motor)
- Michele Alboreto, Tyrrell-Ford (4, bränslepump)
- Nigel Mansell, Lotus-Renault (1, motor)
- Roberto Guerrero, Theodore-Ford (0, motor)

### Förare som diskvalificerades
- Niki Lauda, McLaren-Ford (varv 44, knuffad igång)

### Förare som ej kvalificerade sig
- Kenny Acheson, RAM-Ford
- Corrado Fabi, Osella-Alfa Romeo
- Manfred Winkelhock, ATS-BMW